# Ni2 Lupi
Ni2 Lupi (ν2 Lup) es una estrella en la constelación de Lupus, el lobo, situada al sur de la constelación cerca de ν1 Lupi y κ1 Lupi. Comparte la denominación de Bayer «Ni» con ν1 Lupi, pero las dos estrellas no están físicamente relacionadas. ν1 Lupi está a algo más del doble de distancia del sistema solar que ν2 Lupi.
Desde 2011 se conoce la existencia de tres planetas extrasolares alrededor de esta estrella.

## Características
Ni2 Lupi está relativamente próxima a nosotros, ya que se encuentra a 47,5 años luz de distancia.
Es una enana amarilla de tipo espectral G4V cuyas características físicas son muy similares a las del Sol. Es, por tanto, un análogo solar con una temperatura efectiva de 5664±14 K.
Apenas un 1 % menos luminosa que el Sol, su radio es ligeramente más grande —un 4 %— que el radio solar.
Su velocidad de rotación proyectada es de 2 km/s. Con una masa entre 0,81 y 0,91 masas solares, es una estrella antigua con una edad superior a los 10 000 millones de años.
A diferencia de la mayor parte de las estrellas de nuestro entrono, Ni2 Lupi probablemente es una estrella del disco grueso.
Ni2 Lupi muestra una metalicidad inferior a la solar, igual al 59 % de la misma ([Fe/H] = -0,23). Especialmente bajos son los niveles de hierro y níquel; en ambos casos su abundancia relativa es menos de la mitad que en el Sol.

## Sistema planetario
En septiembre de 2011 se anunció el descubrimiento de tres planetas del tipo «supertierra» en órbita alrededor de Ni2 Lupi. Se mueven a una distancia comprendida entre 0,1 y 0,4 UA de la estrella.
| Acompañante (En orden desde la estrella) | Masa (MJ)         | Período orbital (días) | Semieje mayor (UA) | Excentricidad |
| ---------------------------------------- | ----------------- | ---------------------- | ------------------ | ------------- |
| HD 136352 b                              | > 0,0166 ± 0,0025 | 11,577 ± 0,0056        | 0,0933 ± 0,0015    | 0,18 ± 0,14   |
| HD 136352 c                              | > 0,0358± 0,0031  | 27,582 ± 0,0225        | 0,1665 ± 0,002     | 0,16 ± 0,07}  |
| HD 136352 d                              | > 0,03 ± 0,011    | 106,72 ± 1,0284        | 0,411 ± 0,0073     | 0,43 ± 0,24   |